# Route Irish
Route Irish is een Britse dramafilm uit 2010 onder regie van Ken Loach.

## Verhaal
Frankie en Fergus zijn twee veiligheidsagenten in Irak. Als Frankie wordt vermoord, weigert Fergus om de officiële verklaring van zijn dood te accepteren. Hij tracht de waarheid te achterhalen over de omstandigheden waarin zijn vriend is omgekomen.

## Rolverdeling
- Geoff Bell: Alex Walker
- Stephen Lord: Steve
- Andrea Lowe: Rachel
- Najwa Nimri: Marisol
- John Bishop: Frankie
- Mark Womack: Fergus